# Sony Xperia sola
Sony Xperia sola — смартфон із серії Sony Xperia, розроблений компанією Sony, анонсований 13 березня 2012 року. Це найперший відомий смартфон з сенсорним екраном, здатним виявляти рухомий палець, який Sony назвала «Floating Touch».

## Характеристики смартфону

### Апаратне забезпечення
Смартфон працює на базі двоядерного процесора ST-Ericsson NovaThor U8500, що працює із тактовою частотою 1 ГГц (архітектура ARMv7), 512 МБ оперативної пам'яті і використовує графічний процесор Mali 400 для обробки графіки. Пристрій також має внутрішню пам'ять об'ємом 8 ГБ (користувачеві доступно 5 Гб), із можливостю її розширення за допомогою картки microSD до 32 ГБ. Апарат оснащений 3,7-дюймовим (93,98 мм відповідно) екраном із розширенням 480 x 854 пікселів, із щільністю пікселів 265 ppi, що виконаний за технологією TFT. Він підтримує мультитач, High Definition Reality з мобільним BRAVIA engine від Sony і здатний відображати 16 777 216 кольорів.
В апарат вбудовано 5-мегапіксельну основну камеру, що може знімати HD-відео (720p) із частотою 30 кадрів на секунду, фронтальна камера відсутня. Дані передаються бездротовими модулями Wi-Fi (802.11b/g/n), Bluetooth 3.0, DLNA. Вбудована антена стандарту GPS. Весь апарат працює від незмінного Li-ion акумулятора ємністю 1320 мА·г, що може пропрацювати у режимі очікування 470 годин (19,6 дня), у режимі розмови — 6 годин і важить 107 грам.

### Floating Touch
Xperia sola — це перший пристрій від Sony, який включає технологію «Floating Touch». Ця технологія дозволяє смартфону виявляти палець, який плаває на висоті до 0,79 дюйма (20 мм) над екраном, використовуючи технологію самоємнісного сенсорного екрану.
У Android 2.3, floating touch можна використовувати з браузером (підсвічування елемента при наведенні курсора). Оновлення до Android 4.0.4 дало можливість використовувати цю функцію для всього інтерфейсу (так званий «Glove Mode»). Режим рукавичок дозволяє користувачам керувати пристроєм, використовуючи ручні рукавички з будь-якого матеріалу.
Однак функціональність була значною мірою обмежена живими шпалерами та браузером, поки смартфон не отримав оновлення до Android 4.0.4 Ice Cream Sandwich, у якому було представлено розширення «Glove Mode» для цієї функції.

### Glove Mode
Режим рукавичок, як випливає з назви, дозволяв користувачам керувати смартфоном в рукавичках. Це другий смартфон після Nokia Lumia 920 з цією функцією. Крім того, усім інтерфейсом користувача можна керувати за допомогою наведення курсора в поєднанні з плаваючим дотиком. У Glove Mode кільце курсору показувало, де екран реєструє дотик. Програмне забезпечення також може розрізняти «звичайне» дотик від дотику в рукавичці, тобто нормальне керування пристроєм було можливим без відключення режиму рукавичок на пристрої.

### Програмне забезпечення
Смартфон Sony Xperia sola постачалася із встановленою Android 2.3 «Gingerbread», згодом було оновлено до версії. 28 вересня 2012 року він отримав оновлення до Android 4.0.4 «Ice Cream Sandwich». Sony Mobile підтвердила, що Xperia sola не отримає оновлення до Android 4.1 «Jelly Bean».
Оновлення Ice Cream Sandwich представило кілька функцій, зокрема:
- Основні музичні, відео- та графічні програми Sony, «WALKMAN», «Фільми» та «Альбом»
- Розширений режим очікування
- Перероблений екран блокування з додатковими функціями
- Змінні розміри віджетів
- Мобільний трекер даних
- Кнопка «Останні програми».
- Glove Mode, який дозволяє працювати з телефоном в рукавичках

Оновлення ICS вилучило можливість запису відео зі стереозвуком.

## Критика
Xperia Sola отримала змішані або позитивні відгуки від критиків і мала обмежений випуск лише на окремих ринках. Інновація floating touch та її майбутні можливості викликали великий інтерес серед розробників. Хоча пристрій також критикували за середній час автономної роботи та відсутність фронтальної камери, в іншому випадку всі характеристики смартфона були похвалені. Телефон отримав оновлення ICS у 2012 році.
Ресурс PhoneArena поставив апарату 8 із 10 балів, сказавши, що «Sony Xperia sola — добре зроблений Android-смартфон». До плюсів плавна робота, інтерфейс, процесор, до мінусів — якість фото («середня»), відсутність фронтальної камери, Gingerbread.

### Відео
- Огляд Sony Xperia sola від PhoneArena (англ.)

### Огляди
- Нік Т. Sony Xperia sola [Архівовано 6 травня 2013 у Wayback Machine.] на сайті PhoneArena (англ.)